# Canada Open 1970
Il Canada Open 1970 è stato un torneo di tennis giocato sulla terra verde. È stata la 80ª edizione del Canada Open, che fa parte del Pepsi-Cola Grand Prix 1970 e dei Tornei di tennis femminili indipendenti nel 1970. Il torneo maschile si è giocato a Toronto in Canada dal 12 al 18 agosto 1970.

## Campioni

### Singolare maschile
Rod Laver ha battuto in finale  Roger Taylor con il punteggio di 6–0, 4–6, 6–3.

### Singolare femminile
Margaret Smith Court ha battuto in finale  Rosie Casals con il punteggio di 6–8, 6–4, 6–4.

### Doppio maschile
Bill Bowrey /  Marty Riessen hanno battuto in finale  Cliff Drysdale /  Fred Stolle con il punteggio di 6–3, 6–2.

### Doppio femminile
Rosie Casals /  Françoise Dürr hanno battuto in finale  Lesley Bowrey /  Evonne Goolagong con il punteggio di 6–3, 6–2.